# انسان یوآنمو

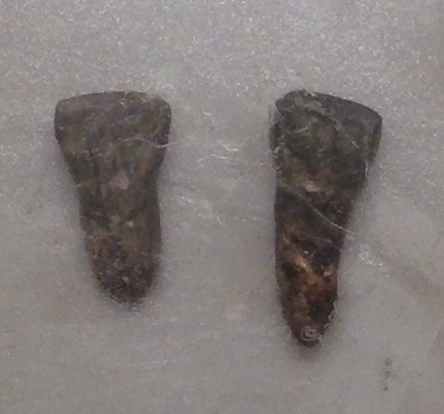
دندان انسان یوآنمو

انسان یوانمو (نام علمی: Homo erectus yuanmouensis) (چینی ساده شده: 元谋人؛ چینی سنتی: 元謀人؛ پینیین: یوانمو رِن)، یک زیرگونه از گونه انسان راست‌قامت است که بقایای دو دندان پیشین آن، در نزدیکی دهکده چینی داناوو (در یومپلان سی: 元谋县؛ چینی سنتی: 元謀縣؛ پینیین: Yuánmóu Xiàn) در استان جنوب غربی یون‌نان، چین کشف شد. بعدها، آثار سنگی، تکه‌های استخوان حیوانی که نشانه‌هایی از کار انسان را نشان می‌دهد و خاکستر آتش‌سوزی‌ها نیز از این مکان بیرون آورده شد. این فسیل‌ها در موزه ملی چین در پکن به نمایش گذاشته شده است.